# Fortificaciones de Corumbá
Las fortificaciones de Corumbá se localizaban en la margen derecha del río Paraguay, en la actual ciudad de Corumbá, estado de Mato Grosso del Sur, en el Brasil.

## Historia

### Antecedentes
El establecimiento portugués en este lugar se remonta a la transferencia del Presidio de Albuquerque (Albuquerque Velho, actual Ladário) para un lugar más adecuado, constituyendo el embrión de la futura villa (hoy ciudad) de Corumbá.

### Las trincheras de Santa Cruz de Corumbá
En el contexto de la Guerra de la Triple Alianza (1864-1870), la villa fue ocupada por tropas paraguayas (3 de enero de 1865), que la fortificaron con trincheras de campaña, artilladas con seis piezas. Durante el desarrollo del conflicto fue tomada por asalto, a 13 de junio de 1867 por el 1.º Batalhão Provisório, bajo el mando del mayor Antônio Maria Coelho, con tamaño ímpetu que perecieron todos los oficiales paraguayos, y la mayoría de los soldados, de los quales 27 sobrevivientes fueron capturados heridos. Como resultado, las fuerzas paraguayas evacuaron São Joaquim, Pirapitangas, Urucú y Albuquerque (nuevo), que en conjunto integraban el Distrito Militar del Alto Paraguay. GARRIDO (1940) denomina a las trincheras de campaña como Trincheiras de Santa Cruz de Corumbá.
Una epidemia de viruela atacó a las tropas brasileñas, y Corumbá volvió a ser ocupada por los paraguayos, del 8 de julio de 1867 a abril de 1868, cuando la abandonaron definitivamente en esa fase final del conflicto.

### Las fortificaciones de Corumbá
De acuerdo con SOUZA (1885), finalizado el conflicto fueron planeadas nuevas fortificaciones para Corumbá por el mayor Joaquim da Gama Lobo d'Eça, compuestas por una línea continua con baluartes cubriendo a la villa, con capacidad para sesenta cañoneras, y por el Forte do Limoeiro, abajo de la villa, en la margen del río Paraguay, cruzando fuegos con el Fortim de São Francisco, el Fortim Junqueira, el Fortim Conde d'Eu, el Fortim Duque de Caxias, y el Fortim Major Gama, construidos durante las administraciones del coronel Cardoso y del brigadier Hermes.
El proyecto mayor de reorganización defensiva de la región y de sus fronteras quedó a cargo de la Comissão de Engenheiros Militares de Mato Grosso, constituida en 1871. Con relación a la defensa del núcleo urbano de Corumbá, esa Comisión deliberó executar un extenso plan constituido por una red de fortificaciones estratégicamente posicionadas desde la embocadura del canal do Tamengo hasta Ladário.
GARRIDO (1940) afirma que esas fortificaciones fueron concluidas en 1873 por el mayor Frota., y detalla:
- Forte do Limoeiro, Forte Junqueira, antiguo Forte da Pólvora - se localiza a dos kilómetros del centro de Corumbá y a dos km del curso del río Paraguay, en posición dominante sobre una escarpa calcárea, dominando aquel trecho del río. Fue eriguido en 1872, con proyecto del entonces mayor Joaquim da Gama Lobo D'Eça, y las obras a cargo del mayor Julio Anacleto Falcão da Frota. Su nombre es un homenaje al entonces Ministro de Guerra, Dr. João José de Oliveira Junqueira, que lo mandó construir. En alvenaria de piedra argamasada, presenta planta en elo formato de un polígono octogonal, con seis ángulos salientes y dos reentrantes, y seis cañoneras. Por el Aviso Ministerial del 7 de julio de 1884, pasó a ser denominado Forte 13 de Junho, en homenaje a la fecha de expulsión de las fuerzas paraguayas de Corumbá, durante la Guerra de la Triple Alianza. En la época del autor (1940), era la única fortificación de la cual se podían ver las murallas.[4] Actualmente es guarnecido por el 17.º Batalhão de Fronteira, responsable por su conservación y guarda. Su artillearía histórica y compuesta por once cañones rayados Krupp de 75 mm, fabricados entre 1872 y 1884.
- Fortim de São Francisco - se erguía fronterizo a la Iglesia de Nossa Senhora de la Candelária, antigua Matriz de Corumbá, entre el Fortim de Santo Antônio y el Fortim Duque de Caxias. Presentaba planta en el formato de un polígono octogonal, teniendo acceso por una rampa. Abandonado, en la época del autor (1940), sus ruinas ya habían desaparecido.[5]
- Fortim Conde d'Eu - comprendía dos lotes de terreno sobre la calle América, dos en la calle Ladário y una en la esquina de ambas. Cruzaba fuegos con el Fortim Duque de Caxias, y, citando información de Pereira Ferraz, sus obras no habían sido concluidas.[5]
- Fortim Duque de Caxias - erguido al este de Corumbá, defendía la poblaciób por el lado norte del río Paraguay. Iniciado durante la Guerra de la Triple Alianza, presentava planta en forma de polígono irregular, siendo destruido poco después.[5]
- Fortim Major Gama - localizado al sur de Corumbá, sus obras no fueron concluidas.[4]
- Fortim de Santo Antônio - sobre el río Paraguay. Presentava planta con formato poligonal irregular, con plataforma y cañoneras para artillería. Abandonado, se encontraba en la época (1940), en ruinas.[4]